# 克里尼奇诺耶农村居民点
克里尼奇诺耶农村居民点（俄语：Криничанское сельское поселение）是俄罗斯联邦沃罗涅日州罗索希区所属的一个农村居民点。其下辖有5个居民点，行政中心为克里尼奇诺耶。据2016年统计，该农村居民点的人口为1208人。